# ヴェロニック

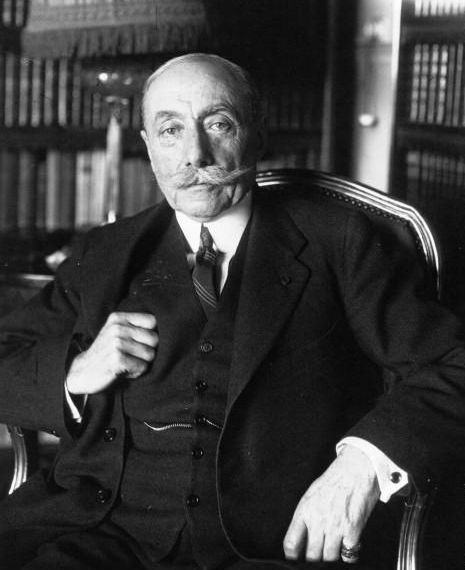
メサジェ（1921年）

『ヴェロニック』（フランス語: Véronique）はアンドレ・メサジェによる全3幕の オペレッタで1898年 12月10日にパリのブフ・パリジャン座にて初演された。『ヴェロニク』、『ベロニク』などと表記されることもある。フランス語のリブレットは ジョルジュ・デュヴァルとアルベール・ヴァンローによって書かれている。

## 概要

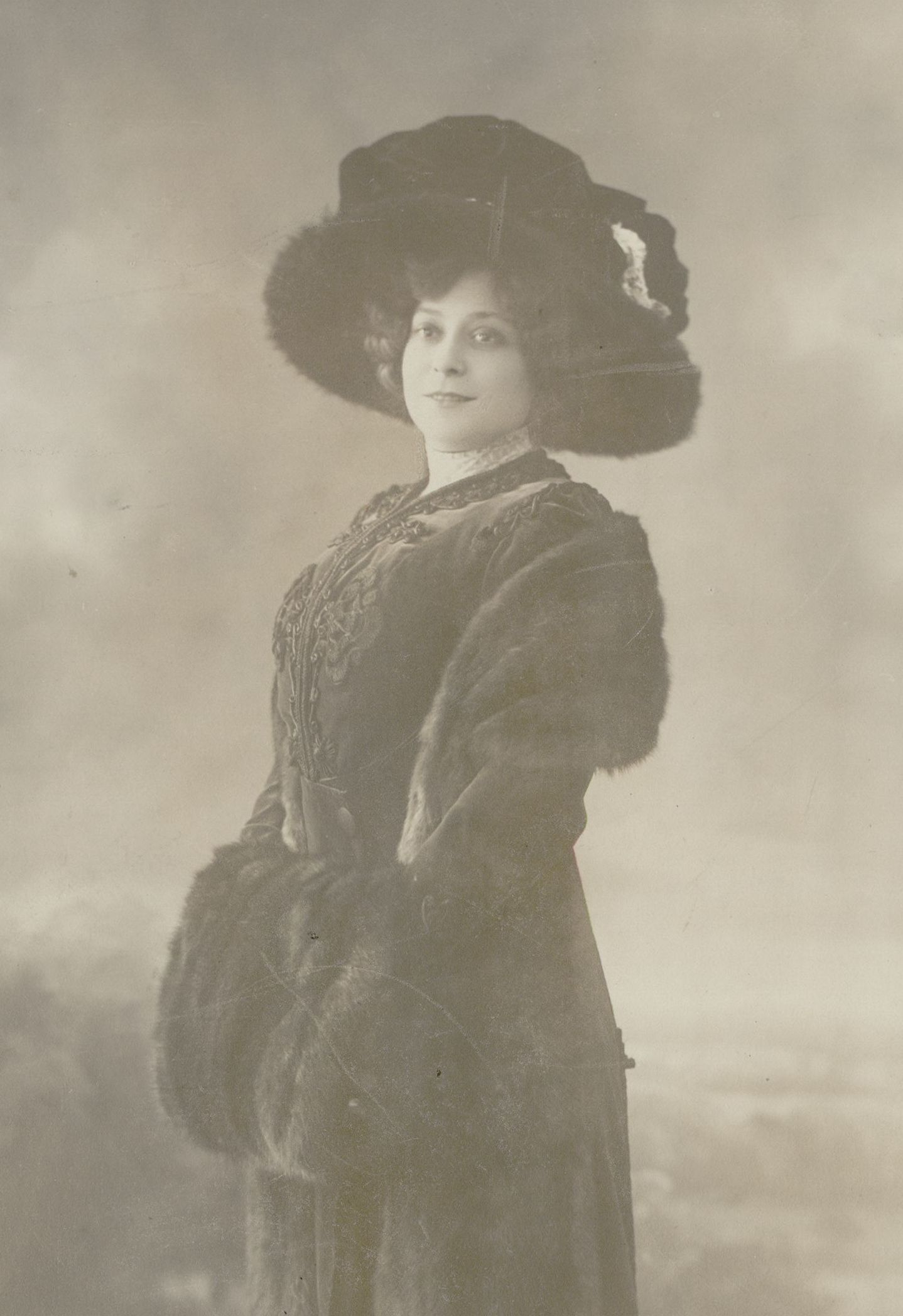
ヴェロニックを創唱したマリエット・シュリー

ジョゼ・ブリュイールは「メサジェの代表的三部作は『ミシュ家の娘たち』（1897年）、『ヴェロニック』、『皇后の竜騎兵』（Les Dragons de l'impératrice、1905年）である」と評している。1898年 12月の初演以来、『ヴェロニック』は名声と成功を得て、なんと200夜連続で上演された。ミッシェル・パルティも本作の初演について「すぐさま人気を獲得した《スウィング・デュオ》（Duo de l'escarpolette）や《ロバのデュエット》（Duetto de l'âne） のような曲に保証された見事で長く続くものだった」と語っている。
永竹由幸は「メサジェの代表作。彼の優雅で甘い音楽は、どちらかと言うと宝塚的で、アガットが自分の恋人フロレスタンをエレーヌに譲るところは、若干リヒャルト・シュトラウスの『ばらの騎士』的だが、あのようなお色気はなく庶民的」と評している。
アメリカ初演は1900年1月21日、ニューオリンズのフレンチ・オペラ・ハウスにて行われた。出演はロシル、ダムプラン、デュピュイ、フラセットらで、指揮はフィナンスであった。 イギリス初演は1903年5月5日にロンドンのコロネット劇場にて行われた。また、初演後、ウィーン、ブダペスト、ベルリンなどでも上演された。アメリカ初演に際して、ニューヨーク・タイムズの批評では、メサジェの卓越した管弦楽法、優しく流れるメロディ、これはしばしばワルツのリズムに支えられている、また、ダンスの性格を帯びた音楽の熟達した書法、活気のある音楽、チャーミングな美しさなどが称賛された。
昭和音楽大学オペラ情報センターによれば、日本初演は2003年10月8日にコンセール・Cによって北とぴあ・つつじホールにおいて田中孝男の演出、大島義彰の指揮で上演された。しかし、海外の団体だがイギリスのバンドマン喜歌劇団が1906年6月4日に神戸体育館にて上演したという記録も残っている。

## リブレット

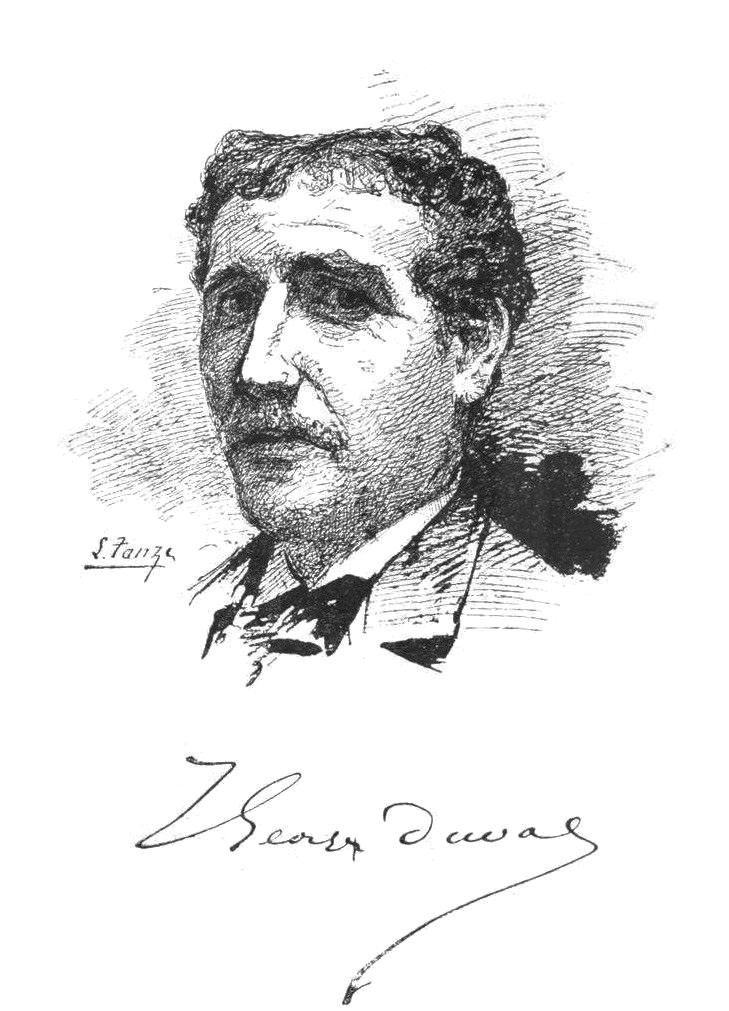
ジョルジュ・デュヴァル

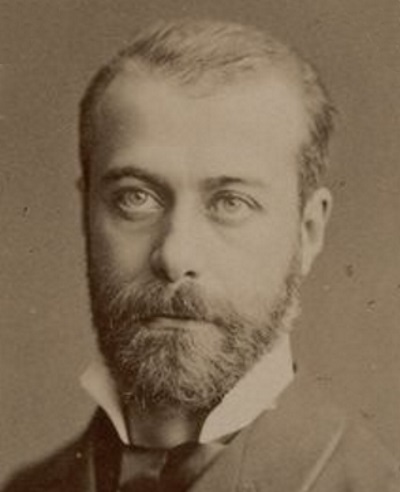
アルベール・ヴァンロー

リブレットを手掛けたヴァンローとデュヴァルのコンビは『ミシュ家の娘たち』でも共同作業を行っているが、本作にも魅力溢れる台本を提供している。
ブリュイールは「束の間の心の動き、はかない欲望、言葉に表れない告白、触れ合わない接吻、こうしたことは目立たない転調を伴って涙を誘うと言うところまでは行かなくても哀惜の情をそそるものであった。ヴェロニックは20歳である。音楽も彼女のように20歳である。その時までのオペレッタは恋の戯れに戯れていたのであったが、ヴェロニックと共にまじめに愛するようになったのである」と解説している。
ルシューズによれば「登場人物も単純明快で、それぞれに現実味があり、普遍的な感情を表現しているので、すぐに誰と分かるようになっており」、「この作品によってオペレッタは決して下品ではなく、センチメンタルで優しく、陽気な性格を帯びるようになった」ということである。

## 上演時間
序曲: 約4分、第1幕: 約40分、第2幕: 約25分、第3幕: 約30分

## 登場人物
| 人物名                                                   | 声域         | 原語名                       | 役                                      | 1898年12月10日初演時のキャスト 指揮者： アンドレ・メサジェ |
| -------------------------------------------------------- | ------------ | ---------------------------- | --------------------------------------- | ---------------------------------------------------------- |
| エヴァリスト・コックナール                               | バリトン     | Evariste Coquenard           | 花屋の主人                              | ヴィクトル・ルニャール                                     |
| アガット・コックナール                                   | ソプラノ     | Agathe Coquenard             | 花屋の妻                                | アンヌ・タリオル=ブジェ                                    |
| フロレスタン                                             | バリトン     | Florestan                    | バランクールの子爵                      | ジャン・ペリエ                                             |
| ヴェロニック エレーヌ・ドゥ・ソランジュ                  | ソプラノ     | Véronique Hélène de Solanges | マリー・アメリー女王の 花嫁介添人       | マリエット・シュリー                                       |
| エルムランス                                             | メゾソプラノ | Ermerance                    | シャンダジュール伯爵夫人 叔母、エステル | レオニー・ラポルト                                         |
| 叔母ブノワ                                               | メゾソプラノ | Tante Benoît                 | ドゥニーズの叔母                        | ボンヴァル                                                 |
| ドゥニーズ                                               | ソプラノ     | Denise                       | ブノワの姪 セラファンの婚約者           | マドレーヌ・マチュー                                       |
| ルストー氏                                               | テノール     | Monsieur Loustot             | メルレットの男爵                        | モーリス・ラミ                                             |
| セラファン                                               | テノール     | Séraphin                     | エレーヌとエルムランスの従僕            | ルイ・ブリュネ                                             |
| セレスト                                                 | ソプラノ     | Céleste                      | 花屋の売り子                            | モード・ドルビー                                           |
| ソフィー                                                 | ソプラノ     | Sophie                       | 花屋の売り子                            | ランドザ                                                   |
| エロイーズ                                               | ソプラノ     | Héloise                      | 花屋の売り子                            | レリス                                                     |
| イルマ                                                   | ソプラノ     | Irma                         | 花屋の売り子                            | レイモンド                                                 |
| エリーザ                                                 | ソプラノ     | Elisa                        | －                                      | レーモン                                                   |
| ゾエ                                                     | ソプラノ     | Zoe                          | －                                      | フリティニ                                                 |
| オクターヴ                                               | 台詞         | Octave                       | フロレスタンの友人                      | －                                                         |
| フェリシアン                                             | 台詞         | Felicien                     | フロレスタンの友人                      | －                                                         |
| 合唱：国家警備隊、花屋、結婚式の招待客、宴会の招待客など |              |                              |                                         |                                                            |

## あらすじ
物語の舞台　：　1840年、七月王政下のパリとロマンヴィル

### 第1幕
コックナール夫妻の花屋「フロール神殿」

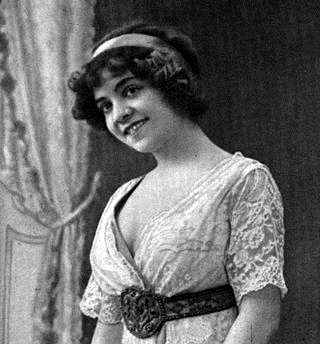
1920年のゲテ・リリック座での再演に出演したエドメー・ファヴァール

花売り娘たちが忙しそうに店の飾り付けをしたり、客に応対したりしながら美しく新鮮な花を讃えて合唱している。主人のコックナールに続いて現れた女主人のアガットが〈アリア〉「花屋って素敵だわ」（De bel état que celui de fleuriste）歌う。 夫妻はともに落ち着かない様子である。夫は今日大尉に昇進できるかどうか決まるので吉報を待ちつつそわそわしている。 妻は愛人のフロレスタン子爵が今晩結婚してしまうので、苛だっている。その上、女性店員2名の募集の広告には誰も応募してこない。女性店員たちが昼食で出て行くと、そこにエレーヌが祖母のエルムランスと一緒に今夜の結婚式のために花を買いに来る。そして〈クプレ〉「ああ！素敵な散歩だわ」（Ah! la charmante promenade）を歌う。彼女は8日前に王妃からフロレスタン子爵との結婚話を持ち込まれ、今夜チュイルリー宮殿のパーティーで正式に紹介され、結婚契約書に署名することになっている。しかし、彼のほうからは何のアプローチもないので、不安な気持ちでいっぱいなのだ。王様の命令で結婚するなんてロマンティックではないので、結婚する前の彼の本当の愛情を確かめたいと彼女は切に願う。そこへ女性店員たちが戻ってきて二人に応対している間にエレーヌの従僕セラファンは「今夜僕も結婚するのだ」と娘たちに言い、娘たちは「ボンジュール セラファンさん」（Bonjour Monsieur Séraphin!）と冷やかす。エレーヌが買い物を終えて帰ろうとすると、そこに婚約者のフロレスタンが姿を現す。彼女は物陰に隠れ様子を伺うことにする。現れたフロレスタンは 愛想よく 〈アリア〉「本当の神様！ 私の良い友達」（Vrai Dieu! mes bons amis）を歌い、コックナール夫妻に実は今夜王様の命令で結婚せざるを得なくなったのだと打ち明ける。それも彼が 2万フランの不渡り小切手を出したので牢屋か結婚かと迫られたうえ、お目付け役としてルストーという名前の男までつけられているのだと言う。ルストーは〈クプレ〉「私もかつては男爵だったが放蕩で身を持ち崩し、今はお目付け役に落ちぶれたのだ」（Quand j'étais Baron de Merlettes）と歌う。フロレスタンは店の花をすべて買い上げ、コックナール夫妻と花売り娘全員をロマンヴィルの森にあるレストラン「ル・トゥルヌ=ブリード」に招待する。皆は喜び、着替えて外に出て行く。誰もいなくなるとアガットは彼にすがる。そして〈四重唱〉「では、もう終わりなの」（Alors tout est fini ）となる。彼はどうせ許嫁は田舎者で小さなアヒルだと彼女を慰める。それを陰で聞いていたエレーヌは怒り、二人が立ち去ると「小さなアヒルですって なんて失礼な」（Petite dinde! Ah quel outrage）と歌う。彼女は実力でアガットから彼を奪う決意をし、従僕に庶民の娘の衣装を用意するようにと言い、祖母にも協力してねと言ってともに立ち去る。近衛兵の一隊がやってきて、コックナールに大尉に昇進したことを伝え、皆も集まってお祝いの合唱となる。そこにエレーヌと叔母が現れ、各々ヴェロニックとエステルと名乗り、求人広告を見てきたと言う。二人の美人を見て、コックナールはすぐに採用すると決め、二人も一緒にパーティーに参加することになる。

### 第2幕
ロマンヴィルのレストラン「ル・トゥルヌ=ブリード」

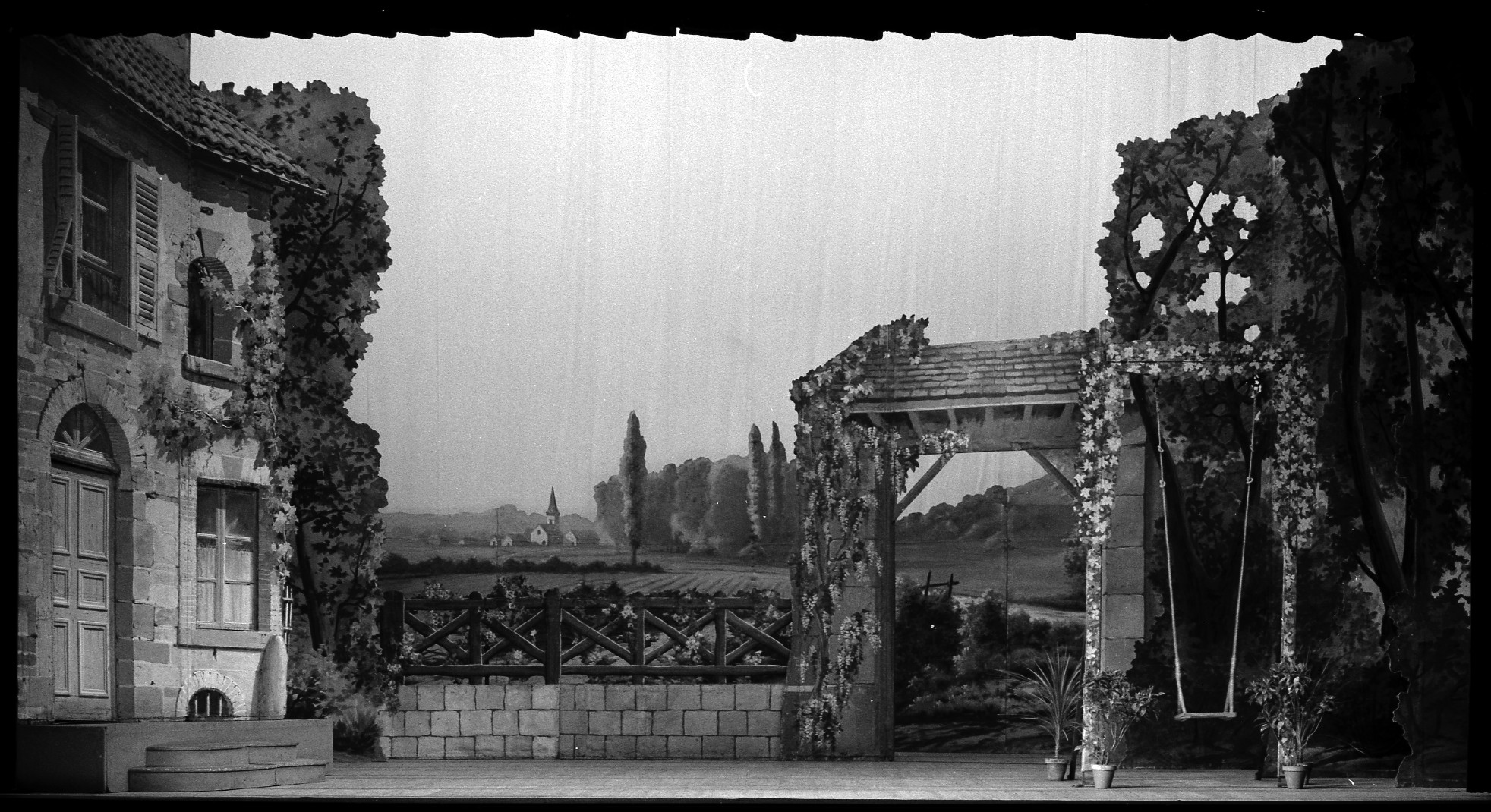
1968 年のトゥールーズでの上演時のセット

森の野外レストランでは、セラファンとドゥニーズの結婚披露宴がたけなわで、皆は座興に興じている。一方で、フロレスタンの独身最後の昼食会にアガットはルストーと売り子たちと共に現れ、〈トゥルヌ=ブリードのロンド〉（Ronde du Tourne Bride）を歌い、ここは恋人たちの天国だと言う。ところが、アガットの愛人のフロレスタンとヴェロニックが森の中をロバに乗って散歩と洒落込んでいるのを見ると、嫉妬する。すると、ルストーがすかさず彼女を口説く。フロレスタンとヴェロニックは楽しげに〈ドンキー・デュエット〉「ハイドゥ・ハイドゥ」（De-ci, de-là, cahin-caha）と歌い出す。そして、とコックナールもロバの散歩に行ったのだったが、彼女を落馬してしまい、散々な目に会ってしまう。食事の支度が整ったと言う知らせが皆に届くと、残ったフロレスタンはヴェロニックに「私は貴女が好きだ、今夜結婚する相手が貴女のようだといいのだが」と歌い出す。そして、二人で甘い〈ワルツ〉「押して押して、ブランコを」（Poussez, poussez, l’escarpolette）となる。そこへ、セラファンとドゥニーズの花嫁花婿が現れる。コックナールはセラファンにそちらの祝宴のオーケストラを一緒に使わせてほしい、そうしてもらえれば、こちらはシャンパンをご馳走しようと言う提案をする。セラファンがこれを了承すると、二つのパーティーが合同となる。アガットは上機嫌で〈ロンド〉「リゼットは狼が怖い」（Lisette avait peur du loup）を歌う。セラファンはエルムランスが変装しているのに気づいて驚くが、エルムランスはセラファンに黙っているよう命令する。ルストーは次のクプレの後で、ダンスの相手にキスすることにしようと提案する。曲が終わると、ルストーはアガットに、コックナールはエステルに各々接吻をするが、エレーヌはフロレスタンの抱擁を拒絶する。セラファンは仮装しているエレーヌをも見抜いて、何か隠しているのではと訝しがる。フロレスタンは6時までにチュイルリー宮殿に行かねばならず、5時に出発する予定であったが、ヴェロニックの美しさに魅了され、8時まで延長すると宣言して、馬車を返してしまう。それから、ヴェロニックに〈クプレ〉「私の可愛いグリセット」（Une grisette mignonne）を歌い、彼女に夢中になっており、愛しているのだと告白する。彼が立ち去ると、エレーヌは彼の愛を確信して、喜びに浸るが、彼女は6時までにパリに戻らなければならないのだが、馬車がない。彼女は花嫁のドゥニーズに3倍の持参金を与え、花嫁のヴェールと馬車を借りることにする。そうとは知らないセラファンは花嫁だと思い込み馬車を走らせる。フロレスタンが戻ってくると、ドゥニーズがそっと一通の手紙を渡す。そこには、「さようなら、私は立ち去ります。でも貴方は今夜一緒になる若奥様と幸せになることでしょう。ヴェロニック」（Adieu je pars）としたためてあった。フロレスタンはそれを読むと「愛の無い結婚をするより、牢獄に行く」と叫ぶとルストーに逮捕されるのだった。

### 第3幕
チュイルリー宮殿にて

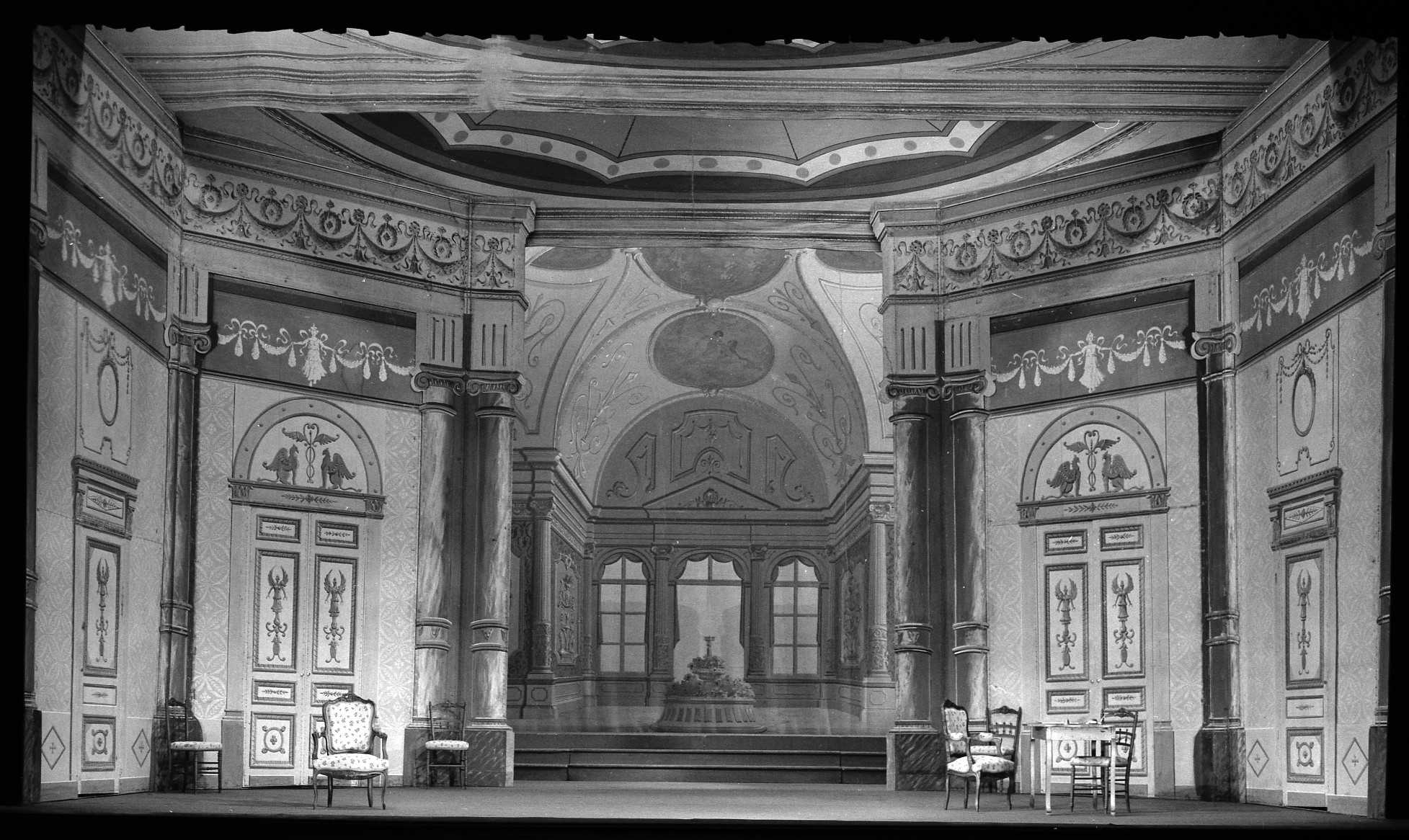
トゥールーズ上演時のセット

エルムランスが今夜の仮装パーティーはとても楽しかったと回想していると、社交界にデビューする若い令嬢たちが「シッ、シッ、静かにしましょう」（Chut, chut, faisons silence ）と合唱しつつ、静かに前を通り抜けて行く。エルムランスが思い出の〈ロマンス〉「お店からお嬢様が」（D’un magasin la simple demoiselle ）と歌うと、エレーヌが現れて、髪形も衣装もよいかしらと聞く〈クプレ〉「叔母様、ご覧になって」（Voyons ma tante）を歌う。彼女は9時になろうというのにフロレスタンが現れないので、気が気ではない。エレーヌはセラファンを呼びつける。セラファンは馬車の中でドゥニーズの足だと思ってさすったら、エレーヌに平手打ちを喰らわされ、一体何が起こったのかと動転している。エレーヌは彼を慰め、もうじきドゥニーズにも会えるはずだと言う。それよりも、フロレスタンの姿が見えたらすぐに知らせるように命じると、集まってきた招待客の中に紛れていく。今夜の客の中にはコックナール夫妻の顔も見え、アガットとコックナールは楽しげに〈二重唱〉「チュイルリーにて」（Aux Tuileries）を歌う。そこに、エレーヌとエルムランスも現れる。4人は思いがけない出会いに〈四重唱〉「おお！空よ」（Oh! Ciel）となる。ここでエレーヌは本名を明かし、フロレスタンを待っているのだと言う。アガットは彼ならヴェロニックの手紙を読んで自ら牢獄に行ったよと教えてやる。エレーヌは叔母に2万フラン用意するから、すぐに牢獄から出してやってと頼む。そこに、ルストーが現れて、おやヴェロニックではないかと驚く。エレーヌは「私は令嬢ソランジュです。貴方は私の婚約者を投獄したのですね」と怒る。ルストーは実は牢獄には入れておらず、この宮殿の下まで連れてきたところですと報告する。エレーヌは財布を渡し、これで子爵を解放するようにと頼む。ルストーが立ち去り、エレーヌも満足して、姿を消すとフロレスタンがやってくる。彼は令嬢ソランジュが金を払ってしまうなんて、失礼な話だと怒る。すると、アガットがやって来て「あのヴェロニックとエレーヌは同一人物なのよ」と教え、〈クプレ〉「ああ！田舎から来たと言っても」（Ma foi, pour venir de province）を歌う。アガットはかつての愛人をヴェロニックことエレーヌに取り持ってやったのだ。しかし、フロレスタンはエレーヌにからかわれたと思い込み、復讐を企てる。そして、エレーヌが現れても、それがヴェロニックだとは気づかない振りをする。彼はエレーヌに私はヴェロニックを愛しているから、貴女とは結婚できない、ヴェロニックとの夢ははかなくも過ぎ去った、叔父にエレーヌとの結婚を断る手紙を書くと言い、その場で手紙を書き始める。ショックでエレーヌは泣き出してしまう。それを見たフロレスタンはもうこれ以上虐めることはできないと言い、その手紙を彼女に渡す。彼女が手紙を開けてみると、それは結婚を承諾する旨の手紙であった。二人は喜び抱き合い、皆の祝福を受けてフィナーレとなる。

## 主な録音
| 年   | 配役 ヴェロニック フロレスタン アガット コックナール エルムランス                                            | 指揮者 管弦楽団 合唱団                                                           | レーベル                                                               |
| ---- | --- | -------------------------------------------------------------------------------- | ---------------------------------------------------------------------- |
| 1953 | ジェオリー・ブエ ロジェ・ブルダン ジュヌヴィエーヴ・ボワザン マルセル・シャルパンティエ マリー・マルケ       | ピエール・デルヴォー 管弦楽団 合唱団                                             | CD: Decca ASIN: B00004XROE                                             |
| 1959 | リーナ・ダシャリー ヴィリー・クレマン クリスティアーヌ・ハーベル アンリ・ブデクス ファネリー・リヴォイル     | マルセル・カリヴァン マルセル・カリヴァン管弦楽団 マルセル・カリヴァン合唱団     | CD: Cantus Line ASIN: B00GK7MQ90                                       |
| 1969 | マディ・メスプレ ミッシェル・ダン アンドレア・ギヨ ジャン＝クリストフ・ブノワ ドゥニーズ・ブノワ             | ジャン＝クロード・アルトマン ラムルー管弦楽団 ルネ・デュクロ合唱団               | CD: EMI ASIN: B00005A9O4                                               |
| 2003 | スーザン・ミラー テッド・クリストファー キャロライン・テイラー ロバート・グーレット エリザベス・ピーターソン | リン・トンプソン オハイオ・ライト・オペラ管弦楽団 オハイオ・ライト・オペラ合唱団 | CD: Newport ASIN: B0000249RC 英語歌唱 チャールズ・コデックによる英語版 |